# الأزمة الدبلوماسية الفنزويلية الكولومبية 2010
الأزمة الدبلوماسية الفنزويلية الكولومبية كانت المواجهة الدبلوماسية بين كولومبيا وفنزويلا بسبب مزاعم في يوليو من قبل الرئيس الكولومبي ألبارو أوريبي بيليث بأن الحكومة الفنزويلية كانت تسمح فعليًا لكل من القوات المسلحة الثورية الكولومبية وجيش التحرير الوطني بالبحث عن ملاذ آمن في أراضيها. قدم أوريبي أدلة إلى منظمة الدول الأمريكية يُزعم أنها مأخوذة من أجهزة كمبيوتر محمولة تم الحصول عليها في غارة على معسكر للقوات المسلحة الثورية لكولومبيا في الإكوادور (والتي أشعلت فتيل الأزمة الدبلوماسية في جبال الأنديز عام 2008).
وردا على المزاعم، قطعت فنزويلا العلاقات الدبلوماسية وسط تكهنات باحتمال نشوب حرب. تم حل الأزمة بعد تنصيب خوان مانويل سانتوس كرئيس جديد لكولومبيا في 7 أغسطس 2010، بعد تدخل اتحاد أمم أمريكا الجنوبية الذي جمع بين سانتوس والرئيس الفنزويلي هوغو شافيز. ثم قال شافيز للمتمردين أنه لا يمكن أن يكون هناك حل عسكري للنزاع الداخلي في كولومبيا، ووافق سانتوس على تسليم أجهزة الكمبيوتر المحمولة المتنازع عليها إلى الحكومة الإكوادورية. ثم اتفق البلدان على إعادة العلاقات الدبلوماسية.